# Holzheim (Danube-Ries)
Pour les articles homonymes, voir Holzheim.
Holzheim est une commune de Bavière (Allemagne), située dans l'arrondissement de Danube-Ries, dans le district de Souabe.